# Verwaltungsgemeinschaft Saulgrub
Die Verwaltungsgemeinschaft Saulgrub liegt im oberbayerischen Landkreis Garmisch-Partenkirchen und wird von folgenden Gemeinden gebildet:
1. Bad Bayersoien, 1273 Einwohner, 17,65 km²
2. Saulgrub, 1653 Einwohner, 35,48 km²

Sitz der Verwaltungsgemeinschaft ist Saulgrub.
Ursprünglich gehörte der Gemeinschaft auch die Gemeinde Bad Kohlgrub an, die namensgebend und Sitz der Körperschaft war. Bad Kohlgrub wurde am 1. Januar 1980 aus der Verwaltungsgemeinschaft entlassen, gleichzeitig erfolgte die Verlegung des Sitzes und die Umbenennung.